# John Kay
John Kay (n. 16 iulie 1700, Bury, Anglia, Regatul Unit – d. 1779, Paris, Regatul Franței) a fost cel mai mic dintre cei doisprezece copii ai unui fermier din Park, cătun situat la nord de Bury, în Lancashire. Tatăl lui John a murit chiar înainte de nașterea acestuia. Băiatul a fost dat la ucenicie la un fabricant de spate. Spatele sunt un fel de pieptene folosiți la războaiele de țesut manuale pentru a ține firele urzelii separate unele de altele. John Kay și-a demonstrat de la început flerul pentru inoovații, proiectând o variantă mai bună, din sârmă lustruită. A fost o îmbunătățire atât de valoroasă, încât țesătorii din întreaga Anglie au vrut să aibă noile spate. John Kay nu a avut timp să se plictisească, fabricând, vânzând și instalându-și noile spate pe războaiele de țesut de pe o rază mare.